# Военный участок Широковского кладбища

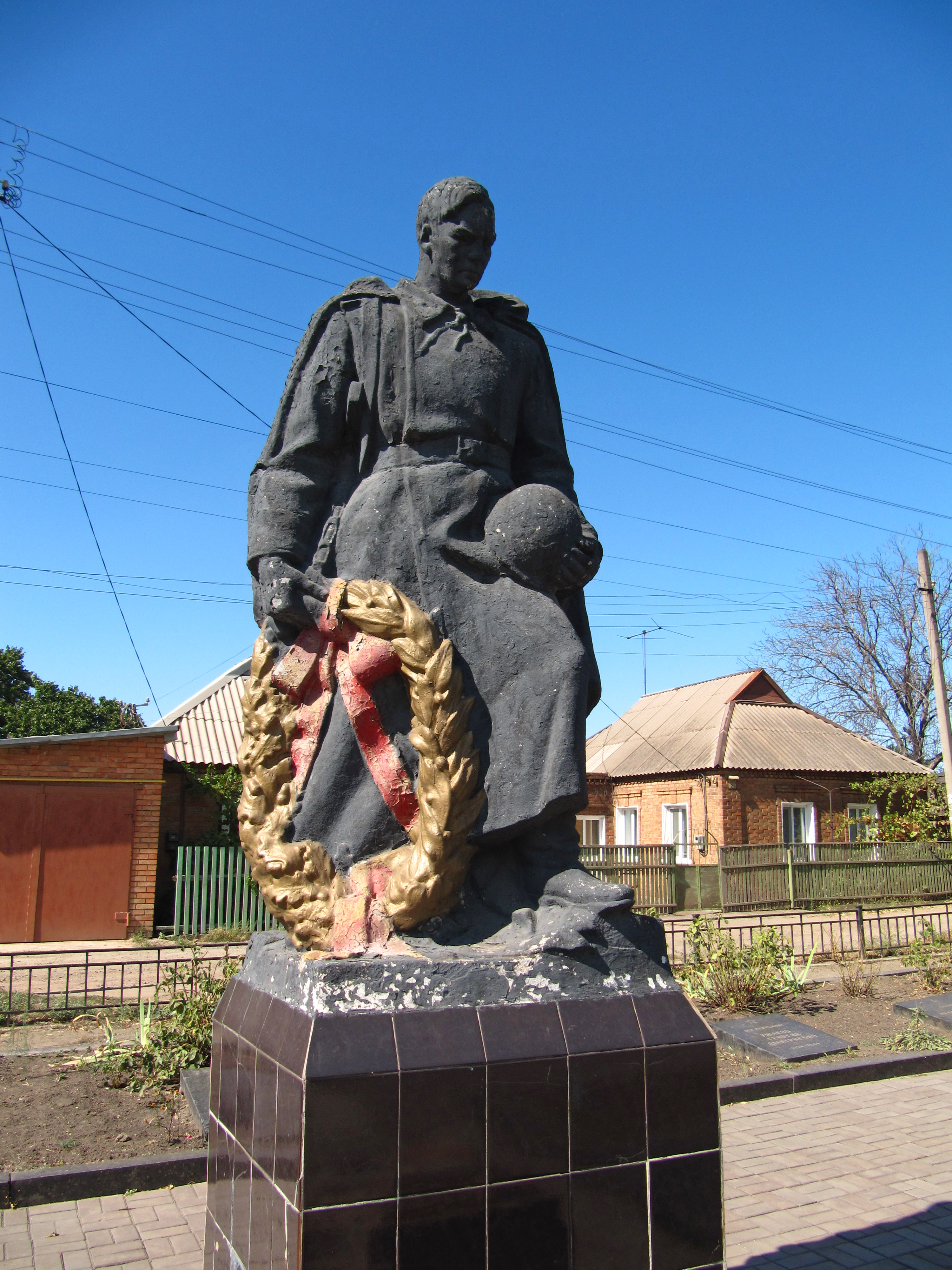

Военный участок Широковского кладбища — памятник Великой Отечественной войны в Центрально-Городском районе города Кривой Рог Днепропетровской области.

## История
В феврале 1944 года воины 236-й стрелковой дивизии 46-й армии вели бои за освобождение южных окраин города Кривой Рог. В братской могиле похоронены советские воины, погибшие при освобождении села Широкое.
В 1958 году на месте захоронения установлена скульптура воина производства Харьковского художественного комбината.
В 1975 году произведена реконструкция.
8 августа 1970 года, решением № 618 Днепропетровского облисполкома, памятник взят на государственный учёт под охранным номером 1655.

## Характеристика
Расположена по Широковской улице в Центрально-Городском районе города.
Представляет собой памятный комплекс, включающий: захоронения советских военнослужащих, погибших при освобождении Кривого Рога 22 февраля 1944 года (2 братские могилы и 10 индивидуальных); 12 надгробных памятных плит: две комплексные (из семи единиц каждая) с именами погибших, десять — на индивидуальных захоронениях; памятник воинам-освободителям; гранитный щит в обрамлении лаврового венка на прямоугольном пьедестале.
Две надгробные памятные шлифованные лабрадоритовые плиты над братскими захоронениями расположены симметрично на расстоянии 3,3 м друг от друга. Состоят из семи прямоугольных плит выложенных вплотную в три ряда. На шести плитах первых двух рядов выгравированы фамилии, имена и отчества, воинские звания погибших. На горизонтальной плите третьего ряда отчеканены три пятиконечные звезды.
На расстоянии 4,83 м от двух памятных плит над братскими могилами расположено 10 шлифованных лабрадоритовых плит над индивидуальными захоронениями, на которых выгравированы фамилии, имена и отчества, воинские звания, годы жизни погибших.
В 1,08 м от памятных плит над братскими могилами на кирпичном постаменте установлен железобетонный памятник воина-освободителя: в полный рост со склонённой головой, на плечах плащ-палатка, в правой руке лавровый венок перевязан лентой, в левой — каска, левая нога согнута в колене и опирается на небольшое возвышение. Через правое плечо опрокинуто оружие. Высота скульптуры — 2 м, ширина — 0,9 м. Скульптура находится на прямоугольном пьедестале размерами 0,78×0,9×0,1 м.
Кирпичный постамент размерами 1×0,95×0,98 м уложен чёрной керамической плиткой. На расстоянии 0,4 м от постамента установлен на прямоугольном пьедестале гранитный щит, обрамлённый лавровым венком. Четверть щита прикрыта полотнищем флага. На щите высечена 7-строчная надпись: «Вечная слава героям / павшим в боях / за свободу / и независимость / нашей / великой Родины / 1941-1945 г.». Размеры щита 0,9×0,6×0,04 м. Щит под небольшим углом лежит на нешлифованном гранитном пьедестале размерами 1,4×0,7×0,44×0,12 м, опирающимся на возвышение размерами 1,5×0,8×0,2 м из того же материала.
Справа за оградой установлена металлическая прямоугольная конструкция длиной 10 м и высотой 1,14 м с 2-строчной надписью на украинском языке: «Посреди планеты в громе грозовых облаков / смотрят мертвые в небо с верой в мудрость живых».
По состоянию на 2017 год известны данные о 216 военнослужащих похороненных в братской могиле: информация о 131 погибшем найдена, 85 остаются неизвестными. Согласно данным Центрально-Городского райвоенкомата за 1992 год, в братской могиле похоронено 118 военнослужащих, информация о которых установлена.